# Parafia św. Mikołaja w Papowie Biskupim
Parafia św. Mikołaja w Papowie Biskupim – parafia rzymskokatolicka znajdująca się w gminie Papowo Biskupie. Została założona w drugiej połowie XIII wieku pod patronatem krzyżackim. Należy do dekanatu chełmżyńskiego diecezji toruńskiej.

## Miejsca kultu
- Kościół parafialny św. Mikołaja jest murowany, wykonany głównie z wiórów kamieni i kamieni polnych. Do kościoła można wejść głównymi drzwiami (od strony plebanii) i od strony północnej drzwiami bocznymi (prowadzi tam też droga do zakrystii).
- Kaplica Miłosierdzia Bożego w Bartlewie

## Proboszczowie
- ks. Krystian (1284)
- ks. Herman (1287)
- ks. Andrzej Markowski (1602–1607)
- ks. Jan Gizowski (1630)
- ks. Jan Bartnicki (1661)
- ks. Jan Olszowski (1667)
- ks. Andrzej Iwański (1667)
- ks. Moszczyński (1706)
- ks. Ignacy Wysocki (1724)
- ks. Szymon Marchlewski (1729–1730)
- ks. Antoni Jezierski (1736–1737)
- ks. Maciej Siemiętkowski (1741–1757)
- ks. Jan Knakowski (1764)
- ks. Stanisław Mostkowski (1766–1768)
- ks. Robert Niemczewski (1773)
- ks. Paweł Dobracki (1804–1811)
- ks. Stanisław Dekowski (1822–1830)
- ks. Marceli Komorowski (1831–1836)
- ks. Andrzej Wielandt (1837–1854)
- ks. Adam Kiedrowski (1854–1855) – administrator
- ks. Jan Schulz (1855–1875)
- ks. Józef Poeplau (1875–1906)
- ks. Leon Połomski (1907) – administrator
- ks. Hipolit Trętowski (1907–1920)
- ks. Jan Ziemkowski (1921–1933)
- ks. Albin Kroplewski (1933–1940)
- ks. Paul Schwanitz (1940–1945)
- ks. Józef Lemańczyk (1945–1965)
- ks. Henryk Bagiński (1965–2001)
- ks. Stanisław Szuca (od 2001)[2]

## Zasięg parafii
Do parafii należą wierni z miejscowości: Papowo Biskupie, Bartlewo, Dubielno, Falęcin, Folgowo, Kucborek, Niemczyk, Nowy Dwór Królewski, Parowa Falęcka, Skąpe, Staw, Wrocławki, Zegartowice, Żygląd.

## Liczba wiernych
| Rok  | Liczba wiernych |
| ---- | --------------- |
| 1947 | 3027            |
| 1953 | 3027            |
| 1963 | 2992            |
| 1970 | 3264            |
| 1980 | 3771            |
| 1990 | 3598            |
| 2000 | 3492            |
| 2010 | 3330            |

## Sąsiednie parafie
- Parafia św. Mikołaja w Chełmży
- Parafia św. Wawrzyńca w Kijewie Królewskim
- Parafia św. Bartłomieja i Anny w Wabczu
- Parafia Podwyższenia Krzyża Świętego w Lisewie
- Parafia Wniebowzięcia Najświętszej Maryi Panny w Trzebczu Szlacheckim
- Parafia św. Katarzyny w Wielkiem Czystem
- Parafia św. Andrzeja w Grzegorzu